# Verkiezingen voor het Europees Parlement 2009/Kandidatenlijst/Sozialistische Partei
Dit is de kandidatenlijst van de Belgische SP voor de Europese verkiezingen van 2009.

## Effectieven
1. Resi Stoffels

## Opvolgers
1. Alfred Ossemann
2. Irene Kalbusch-Mertes
3. Dany Huppermans
4. Juliette Plottes
5. Kirsten Neycken-Bartholemy
6. Werner Baumgarten